# ألفرد جيمس جونز
ألفرد جيمس جونز (بالإنجليزية: Alfred James Jones)‏ هو سياسي أسترالي، ولد في 4 أكتوبر 1871 في أستراليا، وتوفي في 7 أكتوبر 1945 في بريزبان في أستراليا. حزبياً، نشط في حزب العمال الأسترالي.

## مناصب
- انتخب عضو المجلس التشريعي ولاية كوينزلاند عن دائرة Electoral district of Paddington (Queensland) [الإنجليزية]‏ (18 مارس 1922 – 11 مايو 1932).
- انتخب Member of the Queensland Legislative Council ‏ (21 أكتوبر 1920 – 24 فبراير 1922).
- انتخب Member of the Queensland Legislative Council ‏ (15 فبراير 1917 – 16 سبتمبر 1920).
- انتخب عضو المجلس التشريعي ولاية كوينزلاند عن دائرة Electoral district of Maryborough (Queensland) [الإنجليزية]‏ (22 مايو 1915 – 14 فبراير 1917).
- انتخب Lord Mayor of Brisbane [الإنجليزية]‏ (1934 – 1940).
- انتخب عضو المجلس التشريعي ولاية كوينزلاند عن دائرة Electoral district of Burnett [الإنجليزية]‏ (29 أغسطس 1904 – 2 أكتوبر 1909).